# Rhodesia depompata
Rhodesia depompata är en fjärilsart som beskrevs av Louis Beethoven Prout 1913. Rhodesia depompata ingår i släktet Rhodesia och familjen mätare. Inga underarter finns listade.